# Asian Open 1994 - Singolare
Il singolare dell'Asian Open 1994 è stato un torneo di tennis facente parte del WTA Tour 1994.
Jana Novotná era la detentrice del titolo, ma quest'anno non ha partecipato.
Manuela Maleeva-Fragniere ha battuto in finale 6–1, 4–6, 7–5 Iva Majoli.

## Teste di serie
1. Manuela Maleeva-Fragniere (campionessa)
2. Larisa Neiland (primo turno)
3. Mana Endō (semifinali)
4. Pam Shriver (primo turno)

1. Iva Majoli (finale)
2. Alexandra Fusai (primo turno)
3. n/a
4. Kristie Boogert (quarti di finale)

## Tabellone

### Legenda
| - Q = Qualificato - WC = Wild card - LL = Lucky loser | - ALT = Alternate - SE = Special Exempt - PR = Protected Ranking | - w/o = Walkover - r = Ritirato - d = Squalificato |